# Хеллебронт, Вильмош
Вильмош Хеллебронт (венг. Hellebronth Vilmos; 24 февраля 1895 года — 20 мая 1971 года) — венгерский военачальник и государственный деятель. Генерал-лейтенант, министр военной промышленности в правительстве Ференца Салаши (1944—1945).

## Биография
Родился в городе Кашша (ныне Кошице, Словакия) в 1895 году в семье Эмиля Кранца. Окончил военную академию Людовика в Будапеште. Женился на Илоне Хеллебронт, дочери капитана-артиллериста, и взял её фамилию. Во время Первой мировой войны получил звание лейтенанта, служил в пехоте. В независимой Венгрии продвинулся до звания подполковника и должности начальника отдела технического обслуживания вооружения. В 1939 году стал полковником, был переведён в штаб Королевских ВВС Венгрии, а в 1942 году получил звание генерал-майора. С 1942 по 1944 год служил на Восточном фронте. После прихода к власти Ференца Салаши был назначен министром военной промышленности и получил звание генерал-лейтенанта. Будучи министром, занимался руководством по эвакуации венгерской военной промышленности в Германию. Когда Красная армия вышла к Будапешту, бежал в Германию, где попал в плен к американским солдатам. В 1945 году его доставили обратно на родину, где Венгерский народный трибунал приговорил Хеллебронта к смертной казни, однако незадолго перед приведением приговора в исполнение он был заменён на пожизненное заключение. Был освобождён из тюрьмы в 1963 году и до конца жизни работал переводчиком. Скончался в 1971 году.